# Нова (Княгининський район)
Нова (рос. Новая) — присілок в Княгининському районі Нижньогородської області Російської Федерації.
Населення становить 78 осіб. Входить до складу муніципального утворення Соловйовська сільрада.

## Історія
Від 2009 року входить до складу муніципального утворення Соловйовська сільрада.

## Населення
| 2002 | 2010 |
| ---- | ---- |
| 73   | ↗78  |